# Ungoliant (genre)
Genre
Ungoliant est un genre d'opilions eupnois de la famille des Neopilionidae.

## Distribution
Les espèces de ce genre sont endémiques de Nouvelle-Zélande.

## Liste des espèces
Selon World Catalogue of Opiliones (16/07/2025) :
- Ungoliant bona (Taylor & Probert, 2014)
- Ungoliant fabulosa (Phillipps & Grimmett, 1932)
- Ungoliant photophaga (Taylor & Probert, 2014)
- Ungoliant turneri (Marples, 1944)

## Systématique et taxinomie
Ce genre a été décrit par Taylor en 2025 dans les Neopilionidae.

## Étymologie
Ce genre est nommé en référence à Ungoliant.

## Publication originale
- Taylor, 2025 : « Further discussion of relationships within Australasian Neopilionidae (Opiliones: Phalangioidea), with description of two new species and eight new genera. » Zootaxa, no 5631(1), p. 52–82.